# Belonisculus
Belonisculus is een geslacht van hooiwagens uit de familie Beloniscidae. De wetenschappelijke naam Belonisculus is voor het eerst geldig gepubliceerd door Roewer in 1923. 

## Soorten
Belonisculus is monotypisch en omvat slechts de volgende soort:
- Belonisculus jacobsoni